# Matt Generous
Matthew James Generous, född 4 maj 1985 i Cheshire, Connecticut, är en amerikansk ishockeyspelare som spelar för Ilves i FM-ligan. Generous är back.

### Fotnoter
1. ↑  Eurohockey.com, Eurohockey.com spelar-ID: 503661, läst: 25 april 2022.[källa från Wikidata]
2. ↑  ”Matt Generous at eliteprospects.com” (på engelska). www.eliteprospects.com. https://www.eliteprospects.com/player/15451/matt-generous. Läst 5 september 2019.
3. ↑  ”Tilastot | #21 Generous, Matt | Liiga” (på finska). liiga.fi. https://liiga.fi/fi/pelaajat/40315931/generous-matt. Läst 5 september 2019.